# دانیل شورن
دانیل شورن (آلمانی: Daniel Schorn؛ زادهٔ ۲۱ اکتبر ۱۹۸۸) دوچرخه‌سوار اهل اتریش است.
از باشگاه‌هایی که در آن رکاب زده‌است می‌توان به بورا–هانسگروهه اشاره کرد. ور در بازی‌های المپیک تابستانی ۲۰۱۲ شرکت کرده است.